# Los Indios (Texas)
Los Indios es un pueblo ubicado en el condado de Cameron en el estado estadounidense de Texas. En el Censo de 2010 tenía una población de 1.083 habitantes y una densidad poblacional de 222,07 personas por km².

## Geografía
Los Indios se encuentra ubicado en las coordenadas 26°2′57″N 97°44′6″O / 26.04917, -97.73500. Según la Oficina del Censo de los Estados Unidos, Los Indios tiene una superficie total de 4.88 km², de la cual 4.85 km² corresponden a tierra firme y (0.53%) 0.03 km² es agua.

## Demografía
Según el censo de 2010, había 1.083 personas residiendo en Los Indios. La densidad de población era de 222,07 hab./km². De los 1.083 habitantes, Los Indios estaba compuesto por el 93.07% blancos, el 0% eran afroamericanos, el 0% eran amerindios, el 0% eran asiáticos, el 0% eran isleños del Pacífico, el 6.46% eran de otras razas y el 0.46% pertenecían a dos o más razas. Del total de la población el 95.48% eran hispanos o latinos de cualquier raza.